# Pachynematus excisus
Pachynematus excisus är en stekelart som först beskrevs av Thomson 1862.  Pachynematus excisus ingår i släktet Pachynematus, och familjen bladsteklar. Arten är reproducerande i Sverige.